# Rejowiec, Lublin Voivodeship
Rejowiec phát âm [rɛˈjɔvjɛt͡s] (tiếng Yid: רייוועץ or רייוויץ) là một thị trấn thuộc hạt Chełm, Lublin Voivodeship, ở miền đông Ba Lan. Đó là vị trí của gmina (khu hành chính) được gọi là Gmina Rejowiec. Nó nằm khoảng 17 kilômét (11 mi) về phía tây nam của Chełm và 52 km (32 mi) về phía đông của thủ đô khu vực Lublin.
Thị trấn có dân số là 2.114 người.

## Lịch sử
Rejowiec nằm cách Lublin khoảng 40 km về phía nam, gần một điểm cắt ngang giữa đường sắt và đường bộ. Ngôi làng được thành lập vào thế kỷ 16 bởi một gia đình quý tộc tên Rej, người hoạt động trong việc truyền bá tôn giáo Calvin, và thành lập một trường đại học tôn giáo trong làng.
Năm 1547, Rejowiec nhận được sự thừa nhận (và đặc quyền) là một thị trấn, từ Vua Sigismund I Old, bao gồm quyền tổ chức hai hội chợ hàng năm và được miễn thuế trong 10 năm. Vào thế kỷ 17, chủ sở hữu của Rejowiec đã thay đổi một số lần, và trường Cao đẳng Calvinist đóng cửa. Vào thế kỷ 18, khi phản ứng của Công giáo phát triển, những người Calvin còn lại đã bị đàn áp tại nơi đây.
Vào nửa sau của thế kỷ 19, một nhà máy đúc đồng và hai xưởng thuộc da đã được thành lập tại Rejowiec. Thị trấn được gọi là một ngôi làng một lần nữa kể từ nửa sau của thế kỷ 19. Nhà máy công nghiệp lớn nhất ở Rejowiec (cho đến năm 1939) là nhà máy sản xuất thủy tinh lúc bấy giờ có 180 công nhân.
Vào ngày 1 tháng 1 năm 2017, Rejowiec đã được cấp lại trạng thái của một thị trấn.

## Thảm sát
Trước khi Đức xâm chiếm thị trấn vào năm 1939, dân số người Do Thái ở đây là từ 2.500 đến 3.500 người. Rejowiec trở thành một khu ổ chuột quá cảnh nơi người Do Thái từ châu Âu được gửi đến. Hơn 5.000 người Do Thái từ Slovakia đã được gửi đến khu ổ chuột, cũng như người Do Thái từ Đức, Hungary, Tiệp Khắc và các bộ phận khác của Ba Lan. Vào tháng 4 và tháng 10 năm 1942, đã có các cuộc di cư đến trại tập trung Sobibor. Vào tháng 5 năm 1942, có một nhóm người di cư đến Belzec. Ngoài ra, các nhóm nhỏ người Do Thái đã được chuyển đến các trại lao động địa phương như Krychow, Sawin, Sajczyce và Chelm. Vào mùa xuân năm 1943, một nhóm gồm 200 đến 400 người Do Thái còn lại trong thành phố đã được gửi đến trại tập trung Majdanek. Cộng đồng Do Thái không còn tồn tại .